# Wyrmwood: Apocalypse
Série
Wyrmwood
(2014)
Pour plus de détails, voir Fiche technique et Distribution.
Wyrmwood: Apocalypse est un film de zombies australien réalisé en 2021 par Kiah Roache-Turner, avec Luke McKenzie, Shantae Barnes-Cowan, Jake Ryan, Bianca Bradey et Jay Gallagher. C'est la suite de Wyrmwood, sorti en 2014.

## Synopsis
Sur une terre désertique, infestée de zombies, les survivants se sont organisés et ont constitué une véritable armée. Leur objectif : capturer des morts-vivants pour pratiquer des expériences et découvrir le remède à la contamination.

## Fiche technique
- Réalisation : Kiah Roache-Turner
- Scénario : Kiah Roache-Turner et Tristan Roache-Turner
- Photographie : Tim Nagle
- Montage : Kiah Roache-Turner
- Musique : Michael Lira
- Pays d'origine :  Australie
- Langue : anglais
- Genre : film de zombies
- Durée : 88 minutes

## Distribution
- Jay Gallagher :  Barry
- Bianca Bradey :  Brooke
- Luke McKenzie : Rhys
- Shantae Barnes-Cowan :  Maxi
- Jake Ryan : le colonel
- Tasia Zalar : Grace
- Nicholas Boshier : le chirurgien général
- David Collins : Keith Head Boom (non-crédité)

## Exploitation
Wyrmwood:Apocalypse est sorti en salles en Australie le 17 février 2022. Le film a également été projeté à l'international dans 4 pays: aux Émirats arabes unis et en Nouvelle-Zélande à la même date que la sortie nationale,  en Colombie le 1er septembre 2022 et en Russie le 5 octobre 2022.

## Accueil critique
Le site de critiques de films Metacritic lui donne une note moyenne pondérée de 62 sur 100, ce qui, selon lui, indique « des avis généralement favorables » . Le film recueille 87 % de critiques favorables, sur la base de 23 critiques collectées, sur le site Rotten Tomatoes.